# Phyllanthus caligatus
Phyllanthus caligatus är en emblikaväxtart som beskrevs av Jean F.Brunel och Jacobus Petrus Roux. Phyllanthus caligatus ingår i släktet Phyllanthus och familjen emblikaväxter.
Artens utbredningsområde är Kamerun. Inga underarter finns listade i Catalogue of Life.